# Testimonianze dal mondo ebraico in favore di Pio XII

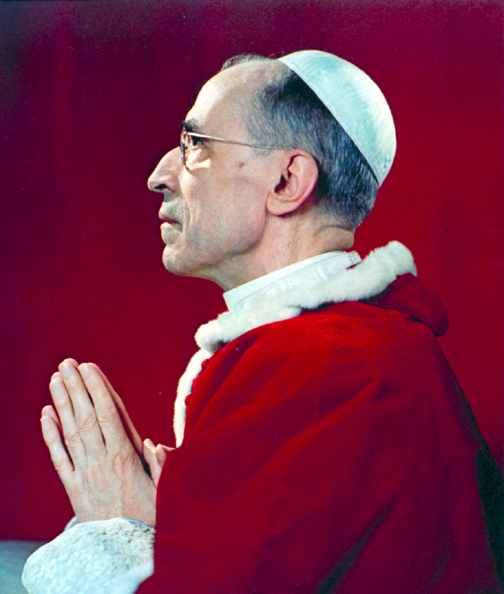
Papa Pio XII in preghiera, fotografia di Yousuf Karsh (1949)

Tra le testimonianze dal mondo ebraico in favore di Pio XII, vengono qui elencate le più significative o importanti, documentate ed accertate in più fonti essendo tutte dichiarazioni pubbliche o attestazioni diplomatiche ufficiali. Qualcuno ha espresso dubbi sulla sincerità di qualche attestazione, attribuendole in qualche caso a possibili ragioni diplomatiche o di stato; questi dubbi sono stati però tacciati come supposizioni personali senza riscontri oggettivi, a differenza delle dichiarazioni riportate.

## Lista testimonianze
- Nel dicembre 1940, in un articolo sul Time Magazine, Albert Einstein rese così omaggio alla chiesa cattolica: "Solo la Chiesa sbarra pienamente il cammino alla campagna hitleriana per la soppressione della verità. Prima d'ora non ho avuto alcun interesse particolare per la Chiesa, ma ora sento un grande affetto e ammirazione per essa perché solo la Chiesa ha avuto il coraggio e la perseveranza di schierarsi dalla parte della verità intellettuale e della libertà morale. Sono pertanto costretto ad ammettere che quanto una volta disprezzavo, ora lo apprezzo senza riserve".[5].
- Il 20 gennaio 1943, il rappresentante dell'Agenzia ebraica per la Palestina, Chaim Barlas, dichiarava a monsignor Gustavo Testa, delegato apostolico in Egitto e Palestina: «L'atteggiamento altamente umanitario di Sua Santità che ha espresso la sua indignazione contro le persecuzioni, fu una sorgente di conforto notevole per i fratelli»[6].
- Il 16 aprile 1943 l'Australian Jewish News pubblicò un breve articolo sulle attività del cardinale Pierre-Marie Gerlier, arcivescovo di Lione, che si era strenuamente opposto alla deportazione degli ebrei francesi, e che aveva salvato numerosi bambini ebrei. L'articolo riporta che Gerlier aveva obbedito all'ordine di Pio XII il quale aveva dato precise istruzioni per contrastare le misure antisemitiche in Francia.[7].
- Il 24 settembre 1943 Alex Easterman, rappresentante britannico del Congresso mondiale ebraico, informò il delegato apostolico a Londra, monsignor William Godfrey, che 4.000 ebrei croati erano stati portati in salvo su un'isola del mare Adriatico: «Sono certo che gli sforzi di Sua Grazia e del Santo Padre hanno permesso di raggiungere questo stupendo risultato».[7].
- Sempre nel 1943 il futuro primo premier israeliano Chaim Weizmann scrisse che «La Santa Sede sta prestando il suo potente aiuto dove può per attenuare la sorte dei miei correligionari perseguitati»[8].
- Il 18 febbraio 1944 Amleto Giovanni Cicognani, delegato apostolico a Washington, riceveva una lettera da parte del rabbino Maurice Perlzweig, direttore politico del Congresso mondiale ebraico. Vi si può leggere: «I ripetuti interventi del Santo Padre in favore delle comunità ebraiche in Europa evocano un profondo sentimento di apprezzamento e gratitudine da parte degli Ebrei di tutto il mondo».[7].
- Il 28 febbraio 1944, il gran rabbino di Gerusalemme Isaac Herzog - lo stesso che avrebbe in seguito trasmesso a Pio XII «una speciale benedizione per suoi sforzi tesi a salvare vite umane fra gli Ebrei durante l'occupazione nazista in Italia» - inviava una lettera al delegato apostolico Angelo Roncalli nella quale scriveva: «Il popolo d'Israele non dimenticherà mai i soccorsi apportati ai suoi sfortunati fratelli e sorelle da parte di Sua Santità e i Suoi Eminenti Delegati, in uno dei momenti più tristi della nostra storia»[9].
- Il 7 aprile 1944 il gran rabbino di Romania, Alezandru Safran, aveva spedito al nunzio apostolico Andrea Cassulo la seguente lettera:

(Civiltà Cattolica, 1961, III, p. 462)
- Il 4 giugno 1944, giorno della liberazione della Capitale, il cappellano ebraico della V Armata statunitense parlava così agli ebrei: «Se non fosse stato per il soccorso veramente concreto e sostanziale e l'aiuto dato agli Ebrei dal Vaticano e dalle autorità ecclesiastiche di Roma, centinaia di rifugiati e migliaia di ricercati ebrei sarebbero indubbiamente periti molto prima che Roma fosse liberata»[10].
- Il 7 luglio 1944 il Jewish News scrisse: «Risulta sempre più chiaro che gli Ebrei sono stati salvati dentro le mura del Vaticano durante l'occupazione tedesca di Roma».

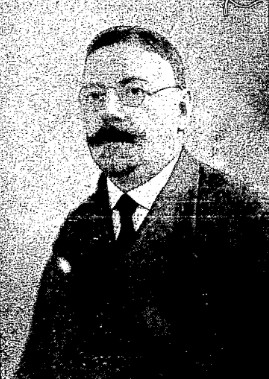
Israel Zolli, il rabbino capo di Roma, che poteva meglio apprezzare gli sforzi caritatevoli di Pio XII per gli ebrei, si convertì al cattolicesimo nel dopoguerra e scrisse un libro sull'argomento, che offriva numerose testimonianze sull'operato del papa.

- Il 14 luglio 1944 l'American Hebrew di New York pubblicò un'intervista con il rabbino capo di Roma, Israel Zolli, che affermava: «Il Vaticano ha sempre aiutato gli ebrei e gli ebrei sono grati alla carità del Vaticano, fatta e distribuita senza distinzione di razza».[7]. Lo stesso Zolli l'anno successivo compì una clamorosa conversione alla fede cattolica, battezzandosi con il nume di Eugenio Pio in onore di quanto il Pontefice e la Chiesa avevano fatto in favore degli ebrei[13].
- Il 31 luglio 1944 l'American Jewish Committee (AJC) e altri organizzazioni ebraiche organizzano una manifestazione al Madison Square Park di New York per mobilitare l'opinione pubblica contro la deportazione degli ebrei ungheresi. Nel suo discorso il giudice Joseph Proskauer, presidente dell'AJC, disse: «Noi abbiamo sentito quanto grande è stata l'opera del Santo Padre nel salvare gli ebrei in Italia. Sappiamo anche da diverse fonti, quanto questo grande Papa ha cercato di fare per aiutare e salvare gli ebrei in Ungheria»[7].
- Eugenio Zolli, Rabbino capo di Roma dalla fine del 1938, fino alla fine della guerra nel primo autunno dopo la liberazione di Roma dall'occupazione tedesca - si convertì al cattolicesimo, e il 13 febbraio 1945 fu battezzato con il nome di Eugenio Pio, quello del papa allora regnante Pio XII, Eugenio Pacelli. Scelse quel nome per ringraziare il papa per l'opera di soccorso fatta durante la guerra e si convinse della verità del messaggio evangelico vivendo il sacrificio della Chiesa e dei cattolici che, a rischio della propria vita, aiutarono gli ebrei. La sua decisione di convertirsi maturò durante la guerra. ma aspettò che finisse la guerra per metterla in pratica per evitare che si pensasse ad un escamotage per salvarsi.[14].
- Il 22 aprile 1945 Moshe Sharrett, futuro Ministro degli Esteri e Primo Ministro di Israele, dopo aver incontrato il Papa inviò un dettagliato rapporto all'Esecutivo della Jewish Agency in cui scrisse: «Mio primo dovere è stato quello di ringraziare il Papa e la Chiesa cattolica da parte del popolo ebraico, per tutto quello che hanno fatto nei diversi Paesi per proteggere e nascondere gli ebrei, salvare i bambini e gli israeliti in generale»[7]
- Il 29 luglio 1945, il segretario generale del Congresso mondiale ebraico, Leon Kubowitzky, mentre si trovava a Roma, volle ringraziare personalmente il Papa dei suoi interventi offrendo un regalo simbolico (rappresentato da 20.000 dollari che Pio XII stabilisce di devolvere esclusivamente a persone bisognose di stirpe ebraica) al Vaticano in «riconoscimento dell'opera svolta dalla Santa Sede per la salvezza degli Ebrei dalle persecuzioni fasciste e naziste».[15][16]
- Il 2 marzo 1946 il presidente delle Comunità israelitiche italiane Raffaele Cantoni, intervistato dal quotidiano L'indipendente, dichiarò: «La gratitudine imperitura degli Ebrei per quanti si sono adoperati in favore della comunità israelitica italiana è stata solennemente dichiarata dal Congresso. In primo luogo nei riguardi di Pio XII per le prove di umana fratellanza fornite dalla Chiesa cattolica durante gli anni delle persecuzioni e poi in ricordo dei sacerdoti che patirono il carcere e i campi di concentramento e immolarono la loro vita per assistere, in ogni modo, gli Ebrei».[17].
- Il 6 maggio 1949 moriva Abramo Giacobbe Isaia Levi che era stato senatore del Regno d'Italia fino alla promulgazione delle leggi razziali. Nel testamento c'era scritto: «Lascio al Pontefice regnante, Pio XII, villa Levi […] In segno di riconoscenza, per essere stato preservato dai pericoli della iniqua persecuzione razziale sovvertitrice di ogni rapporto della vita umana e grato della protezione concessagli in quel turbinoso periodo dalle Suore di Maria Bambina».[18].
- Nel giugno 1955 l'Orchestra filarmonica d'Israele, in tournée nelle principali città europee, chiese di poter eseguire un concerto alla presenza di Pio XII «in segno di riconoscimento e di gratitudine per l'immensa opera di assistenza umana prodigata da Sua Santità per salvare un gran numero di ebrei durante la seconda guerra mondiale».[19] Il 26 maggio precedente l'Orchestra si trovava a Roma per un'esecuzione speciale della Settima di Beethoven, come espressione della duratura gratitudine dello Stato d'Israele verso il Papa per l'aiuto prestato al popolo ebraico durante l'Olocausto. Nell'occasione il Jerusalem Post scrisse «Il Maestro Paul Kletzski ha richiesto che l'Orchestra, nella sua prima visita in Italia, suonasse per il Papa come gesto di gratitudine per l'aiuto che la Chiesa ha fornito a tutti i perseguitati dal nazifascismo»[20].
- Lo stesso anno, in occasione del decennale della fine della guerra, l'Unione delle Comunità Israelitiche Italiane proclamò il 17 aprile Giorno della Gratitudine per l'assistenza avuta dal Papa durante la guerra[21].
- Il 10 ottobre 1958, in seguito alla morte del Papa, Golda Meir, ministro degli Esteri dello Stato d'Israele, afferma: «Durante il decennio del terrore nazista, il nostro popolo ha subito un martirio terribile. La voce del Papa si è alzata per condannare i persecutori e per invocare pietà per le vittime». Elio Toaff, nella stessa occasione, ricordò: «Più che in ogni altra occasione, abbiamo avuto l'opportunità di sperimentare la grande compassione e la grande generosità di questo papa durante gli anni della persecuzione e del terrore, quando sembrava non ci fosse per noi più alcuna speranza»[22].
- Il 18 ottobre 1961 Gideon Hausner, procuratore generale israeliano nel processo contro Eichmann, dichiara: «Il clero italiano aiutò numerosi israeliti e li nascose nei monasteri e il Papa intervenne personalmente a favore di quelli arrestati dai nazisti»[23][24].
- Il 28 febbraio 2001 il rabbino David Gil Dalin scrisse sulle colonne di The Weekly Standard: «Fare di Pio XII un bersaglio dei nostri attacchi morali contro i nazisti e presentare il cattolicesimo nelle istituzioni come delegittimato dall'orrore dell'Olocausto, rivela un errore di comprensione storica […] Pio XII non fu il papa di Hitler, ma fu il più vicino agli Ebrei nel momento in cui questa vicinanza era importante […] Nessun altro papa è stato così ampiamente lodato dagli Ebrei, e coloro che lo hanno lodato non si erano sbagliati. La loro gratitudine, come quella dell'intera generazione dei sopravvissuti dell'Olocausto, testimonia che Pio XII era, genuinamente e profondamente, un "giusto" delle nazioni». Da tempo il noto rabbino statunitense e altre personalità ebraiche per questo hanno chiesto la nomina ufficiale di Pio XII a Giusto tra le nazioni[25]: tra queste Gary L. Krupp e Martin Gilbert[26].
- Attestato delle Comunità israelitiche italiane che si trova al Museo della Liberazione in Via Tasso a Roma: «Il Congresso dei delegati delle comunità israelitiche italiane, tenutosi a Roma per la prima volta dopo la liberazione, sente imperioso il dovere di rivolgere reverente omaggio alla Santità Vostra, ed esprimere il più profondo senso di gratitudine che anima gli ebrei tutti, per le prove di umana fratellanza loro fornite dalla Chiesa durante gli anni delle persecuzioni e quando la loro vita fu posta in pericolo dalla barbarie nazifascista»[27].
- La Fondation Pave the Way, fondata dall'ebreo Gary Krupp, ha dichiarato che secondo documenti, finora inediti e scoperti dalla stessa Fondation, si può affermare che "durante il secondo conflitto mondiale Stati Uniti e Gran Bretagna esercitarono pressioni su Pio XII perché egli mantenesse il silenzio sulla brutalità nazista in modo da evitare che le proteste del pontefice avessero altre conseguenze. Ciò viene ricavato da dispacci tra D'Arcy Osborne, rappresentante britannico presso la Santa Sede, e Myron Taylor al tempo delegato del presidente Franklin D. Roosevelt in Vaticano. In particolare ciò viene rilevato una corrispondenza tra i due il 7 novembre 1944 in cui si paventano "gravi danni" dall'eventuale iniziativa papale.[28]
- Un ulteriore prezioso tassello va a comporre il mosaico che definisce la figura di Pio XII. Ora ha un volto e un nome l'autore dell'anonimo articolo un rifugiato – che il 28 aprile 1944 scrisse sull'allora Palestine Post un resoconto del suo incontro con Papa Pacelli. A Papal Audience in Wartime uscì dalla penna e dalla testimonianza di Howard Heinz Wisla, un ebreo tedesco nato nel 1920, arrestato dalla Gestapo nel 1940, internato nel campo di Sachsenhausen, fuggito. E poi protagonista di un episodio poco conosciuto ma altrettanto avventuroso, dell'ultimo conflitto mondiale: la fuga (lungo il Danubio), di un gruppo di ebrei dalla Slovacchia verso la Palestina a bordo della nave Pentcho. Naufragata nel mare Egeo, l'imbarcazione fu soccorsa da militari italiani. A Wisla venne concesso un visto di espatrio per Roma... Partecipò ad un'udienza con Pio XII. Salutato dal Pontefice, che mostrò di conoscere bene le sue peripezie, udì da questi le seguenti parole ora registrate nel sopradetto articolo: Tu sei ebreo. So cosa significa questo nel tempo che viviamo. Spero tu possa essere sempre fiero di essere ebreo.[29]